# 一勝地站
一勝地站（日语：〔〕／〔〕 Isshōchi eki */?）是位於熊本縣球磨郡球磨村大字一勝地，屬於九州旅客鐵道（JR九州）肥薩線的鐵路車站。

## 車站構造
以前的月台配置是混合岸式、島式兩種，合計有2面3線。之後拆除正中間，也就是島式月台一側的線路，
整個配置變成：月台（站房） | 線路 | 月台 | 線路，也就是現在的情形。
車站業務簡易委託給地方農業協同組合（JA球磨）辦理，站房亦充當為JA球磨使用。

### 月台配置
| 月台 | 路線    | 方向 | 目的地         |
| ---- | ------- | ---- | -------------- |
| 1    | ■肥薩線 | 下行 | 人吉、吉松方向 |
| 2    | ■肥薩線 | 上行 | 八代、熊本方向 |

## 車站周邊
聚落散布於球磨川與芋川兩岸，以芋川匯流處（往一勝地溫泉方面）較為集中。
由本站往東約100公尺處產交巴士在熊本縣道、鹿兒島縣道15號人吉水俣線上設有一勝地站前公車站，
對岸約600公尺亦設有一勝地公車站。
- 球磨川
- 熊本縣道、鹿兒島縣道15號人吉水俣線 - 由人吉沿球磨川經一勝地，再轉入芋川。
- 熊本縣道304號一勝地神瀨線
- 球磨橋
- 一勝地溫泉（かわせみ）
- 國道219號 - 位於對岸。
- 球磨村公所 - 位於對岸。

## 历史
- 1908年（明治41年）6月1日 - 由鐵道省設立。
- 1986年（昭和61年）11月1日 - 導入電子閉塞裝置，成為簡易委託站。
- 1987年（昭和62年）4月1日 - 國鐵分割民營化後成為九州旅客鐵道（JR九州）轄下的車站。

## 軼事
由於站名帶有成功、勝利的含意，JA球磨一勝地站支所會在平日於車站及附近的一勝地郵局販賣「守護必勝紀念入場券」，
吸引運動員或考生購買以求得比賽勝利或通過考試。

## 相鄰車站
九州旅客鐵道
肥薩線
- 特急「伊三郎號、新平號」「翡翠號、山翡翠號」、臨時快速「SL人吉」停靠站

■快速
白石－一勝地－渡
■普通
球泉洞－一勝地－那良口

## 外部連結
- JR九州 － 一勝地車站 （页面存档备份，存于）（日語）

## 關連項目
- 日本鐵路車站列表